# MR-20
Cohete sonda soviético propulsado por combustible sólido. Fue desarrollado a finales de los años 1970, siendo una versión mejorada del cohete sonda MR-12, y utilizado en misiones de aeronomía e investigación ionosférica.
Usaba una única etapa capaz de elevar 135 kg de carga útil a 250 km de altura.
Se lanzaron 109 cohetes MR-20, con una tasa de éxito del 100%. El primero fue lanzado el 1 de enero de 1979, y el último el 1 de octubre de 1991.

## Especificaciones
- Apogeo: 250 km
- Masa total: 1600 kg
- Diámetro: 0,45 m
- Longitud total: 9 m
- Envergadura: 1,36 m